# شونسوكي مياكي
شونسوكي مياكي (باليابانية: 三宅俊輔؛ بالكانا: みやけ しゅんすけ) هو طبيب الجلد ‏ وطبيب ياباني، ولد في 1854 في ياماغوتشي في اليابان، وتوفي في 1926.